# Браво, Пол
Пол Бра́во (англ. Paul Bravo; 19 июля 1968, Кэмпбелл, Калифорния, США) — американский футболист, полузащитник сборной США. В составе сборной принимал участие в Кубке конфедераций 1999.

## Карьера

### Клубная
До 1990 года Браво в течение двух лет играл за университетскую команду «Санта-Клара». В 1991 году он подписал контракт с клубом «Сан-Франциско Бэй Блэкхокс» из А-лиги. В 1994 году Браво перешёл в «Сан-Франциско Грик Америкэнс», с которым в том же году победил в Открытом кубке США.
В 1995 году футболист провёл успешный сезон в команде «Монтерей Бэй Джэгуарс», где он за 19 матчей забил 19 голов. Клуб «Сан-Хосе Клэш» из MLS в рамках драфта 1996 года выбрал Браво восьмым игроком. Футболист провёл один сезон в этом клубе, забил 13 мячей в 31 игре. В том же году он участвовал в «Матче всех звёзд MLS». 15 декабря 1996 года Браво и его одноклубник Рафаэль Амайя были обменяны на Доминика Киннира из «Колорадо Рэпидз» во втором раунде драфта MLS 1998 года. Пол Браво провёл за «Колорадо» пять сезонов, забил за клуб 36 мячей, снова был включён в команду «всех звёзд» MLS в 1998 и 1999 годах. В ноябре 2001 года Браво завершил карьеру профессионального футболиста.

### В сборной
Пол Браво дебютировал за сборную США 11 декабря 1994 года в матче с Гондурасом. 22 апреля 1995 года он провёл ещё одну игру с Бельгией. В 1999 году Брюс Арена включил Браво в состав национальной сборной на Кубке конфедераций 1999. На турнире американский футболист провёл два матча: с Германией и Саудовской Аравией. Во встрече с Саудовской Аравией Браво отметился одним голом.

### Тренерская
После завершения игровой карьеры Браво стал тренером. Он работал ассистентом в американских командах — «Колорадо Рэпидз», футбольной команде Калифорнийского университета в Лос-Анджелесе, а 15 июня 2006 стал помощником тренера в «Лос-Анджелес Гэлакси». С 10 января 2009 Пол Браво занимает должность технического директора в клубе «Колорадо Рэпидз».